# Bankerot (film)
 For alternative betydninger, se Bankerot (flertydig). (Se også artikler, som begynder med Bankerot)
Bankerot er en dansk stumfilm fra 1912 produceret af Biorama.
Filmen havde premiere den 26. januar 1912 i Victoria-Teatret.

## Medvirkende
- Charlotte Wiehe-Berény